# Cyclophora mesoorthia
Cyclophora mesoorthia är en fjärilsart som beskrevs av V.G.M.Schultz. 1930. Cyclophora mesoorthia ingår i släktet Cyclophora och familjen mätare. Inga underarter finns listade i Catalogue of Life.